# Hilde Rubinstein
Hilde Rubinstein (geboren 7. April 1904 in Augsburg; gestorben 5. August 1997 in Göteborg) war eine deutsche Malerin und Dichterin. Sie publizierte unter verschiedenen Pseudonymen wie Katarina Brendel und Hilde B. Winrich.

## Leben
Hilde Rubinstein stammte aus einer jüdischen Familie, ihr Vater war ein aus dem zaristischen Russland geflohener Ingenieur, ihre Mutter Deutsche. Sie wuchs in Hannover und Köln auf. Als Jugendliche fasste sie den Entschluss, Malerin zu werden, was von ihren Eltern unterstützt wurde. 1920 kam die Familie berufsbedingt nach Köln, wo Hilde Rubinstein die Kölner Werkschulen besuchte und Bildhauerkurse bei Georg Grasegger belegte. Kurzzeitig studierte sie 1923 an der Kunstakademie Düsseldorf. 1923/1924 war sie Bauhausschülerin in Weimar bei Paul Klee und Johannes Itten, brach jedoch die Ausbildung nach wenigen Monaten wieder ab. Als Meisterschülerin von Richard Seewald konnte sie 1925 ein Meisteratelier der Kölner Werkschulen beziehen.
Im Folgejahr ermöglichte ihr ein Stipendium einen Parisaufenthalt, wo unter anderem eine Reihe von Aquarellen mit Straßenszenen entstanden. Auch freundete sie sich dort mit dem Maler Willem Grimm an. 1928 hatte Hilde Rubinstein ihre erste Einzelausstellung im Kunstgewerbemuseum Köln, wo ihre Pariser Aquarelle auf Zuspruch durch die Fachpresse trafen. Die Zeitschriften Der Querschnitt, Die literarische Welt und Jugend veröffentlichten Reproduktionen ihrer Werke. Neben der Malerei begann sie mit dem Schreiben. Ihr erstes Drama, Winterkrieg (1926), eine dramatische Ballade in elf Szenen, wurde von dem Theaterverlag Felix Bloch Erben angenommen, kam jedoch nicht zur Aufführung.
Um 1928 heiratete Hilde Rubinstein den Physikstudenten Otto Weinreich in Köln. Ihre finanzielle Lage war in Zeiten der beginnenden Wirtschaftskrise prekär, da ihr Vater 1924 verstorben war und Weinreich nichts zum Haushaltseinkommen beitrug. Sie verließ schließlich ihren Ehemann und zog nach Berlin, wo 1930 ihre Tochter Anna-Barbara zur Welt kam. Ihr Ehedrama Eigener Herd ist Goldes Wert? wurde 1932 an der Jungen Volksbühne in Berlin uraufgeführt, wie auch weitere Stücke von Hilde Rubinstein. Sie wurde in den Verband deutscher Bühnenschriftsteller aufgenommen.
Als Mitglied der KPD wurde Hilde Rubinstein 1933 inhaftiert, sie emigrierte 1934 über Belgien und die Niederlande 1935 nach Schweden. 1936 und 1937 lebte sie in der Sowjetunion, wo sie wegen trotzkistischer Tätigkeit zehn Monate inhaftiert wurde und ihr die Auslieferung ans Deutsche Reich drohte. Sie flüchtete nach Polen und kam über Lettland wieder nach Schweden. Zunächst schlug sie sich mit verschiedenen Aushilfsarbeiten durch, dann arbeitete sie als Malerin und Schriftstellerin. Ihre Mutter und ihr Bruder kamen im Holocaust ums Leben, ihre Schwester emigrierte nach Argentinien.
Nach dem Krieg blieb Hilde Rubinstein in Schweden, wo sie in Göteborg lebte. Dort stellte sie in den 1940er und 1950er Jahren ihre im expressiv-realistischen Stil gehaltenen Bilder in verschiedenen Galerien aus. Sie schrieb nun auch auf Schwedisch und konnte mit dem Roman Atomskymning (1953, deutsch Atomdämmerung 1960) einen Erfolg verbuchen. Das mit einem Literaturpreis ausgezeichnete Werk behandelt das Thema einer möglichen Atomkatastrophe, das sie erneut in ihrem Theaterstück Tiefgefrorenes Reh (1970) aufgriff. Rubenstein widmete sich nun ganz der Schriftstellerei und gab die Malerei auf. Sie verfasste unter anderem weitere Romane, Gedichte, kulturkritische Essays, Erzählungen und Hörspiele. Häufig thematisierte sie dabei den Nationalsozialismus, Ausgrenzung und Verfolgung. Hilde Rubinstein, die ihre Begabung insbesondere im Schreiben von Dramen sah, verfasste im Exil zudem mehr als 20 zeitkritische Theaterstücke, die jedoch nie zur Aufführung kamen.
In den 1980ern kehrte sie für einige Jahre nach West-Berlin zurück. Sie starb 1997 mit 93 Jahren in Göteborg. Ihr Nachlass befindet sich in der Akademie der Künste Berlin. Nur von wenigen ihrer Bilder ist der Verbleib bekannt.

## Werke
- Tellurische Nachrichten. Harald Schmid, Berlin 1983.
- Atomdämmerung. Scheffel, Zürich 1960.
- Tiefgefrorenes Reh. Stücke, Lyrik, Prosa. Henschel, Berlin 1987.
- Lobet den Zorn eurer Söhne und Töchter. Atelier, Andernach 1977
- Ich wollte nichts als glücklich sein. Gefängnistagebücher unter Hitler und Stalin und andere verstreute Texte. Igel, Paderborn 1999, ISBN 3-927104-33-7.